# Szlakiem Grodów Piastowskich 2014
La Szlakiem Grodów Piastowskich 2014 fou la 49a edició de la Szlakiem Grodów Piastowskich. La cursa es disputà en tres etapes entre el 9 i l'11 de maig de 2014, amb inici a Świdnica i final a Polkowice. La cursa formà part de l'UCI Europa Tour, amb una categoria 2.1.
El vencedor final fou el polonès Mateusz Taciak (CCC Polsat Polkowice) gràcies a la segona posició en la contrarellotge individual de la darrera etapa. Rere seu finalitzaren el també polonès i company d'equip, Marek Rutkiewicz, a 23" i l'alemany Silvio Herklotz (Team Stölting) a 35".
Els ciclistes del CCC Polsat Polkowice acaparen bona part de les classificacions secundàries, en vèncer en la classificació de la muntanya amb Łukasz Owsian, en la dels punts amb Marek Rutkiewicz i en la d'equips. Sols la classificació dels joves se'ls escapà, en favor de l'alemany Silvio Herklotz, tercer en la general.

## Equips
Setze equips prenen part en aquesta edició de la Szlakiem Grodów Piastowskich: un equip continental professional, tretze equips continentals i dues seleccions nacionals:
equips continentals professionalsCCC Polsat Polkowice
equips continentalsActiveJet Team, BDC Marcpol, Mexller, Wibatech Fuji Zory, Bauknecht-Author, Christina Watches-Kuma, Team Dukla Praha, Dukla Trenčín Trek, Etixx, Meridiana Kamen, Team Stölting, Tirol, Vini-Fantini-Nippo
seleccions nacionalsPolònia i Belarús

## Etapes
| Etapa | Data       | Recorregut             |                           | Km    | Vencedor d'etapa             | Líder de la general  | Ref.  |
| ----- | ---------- | ---------------------- | ------------------------- | ----- | ---------------------------- | -------------------- | ----- |
| 1a    | 9 de maig  | Świdnica - Dzierżoniów | Etapa de mitja muntanya   | 156,7 | Grega Bole (SLO)             | Grega Bole (SLO)     | [ 1 ] |
| 2a    | 10 de maig | Złotoryja - Polkowice  | Etapa plana               | 161,7 | Asbjørn Kragh Andersen (DEN) | Grega Bole (SLO)     | [ 2 ] |
| 3a    | 10 de maig | Polkowice - Polkowice  | contrarellotge individual | 30,2  | Stefan Schumacher (GER)      | Mateusz Taciak (POL) | [ 3 ] |

## Classificació final
|    | Ciclista                   | Equip                | Temps      |
| -- | -------------------------- | -------------------- | ---------- |
| 1  | Mateusz Taciak (POL)       | CCC Polsat Polkowice | 8h 27' 24" |
| 2  | Marek Rutkiewicz (POL)     | CCC Polsat Polkowice | + 23"      |
| 3  | Silvio Herklotz (GER)      | Team Stölting        | + 35"      |
| 4  | Kamil Gradek (POL)         | BDC Marcpol          | + 1' 14"   |
| 5  | Davide Rebellin (ITA)      | CCC Polsat Polkowice | + 1' 34"   |
| 6  | Jan Hirt (CZE)             | Etixx                | + 1' 47"   |
| 7  | Pawel Cieslik (POL)        | Bauknecht-Author     | + 1' 56"   |
| 8  | Tomasz Marczynski (POL)    | CCC Polsat Polkowice | + 1' 56"   |
| 9  | Jarosław Marycz (POL)      | CCC Polsat Polkowice | + 1' 57"   |
| 10 | Eduard-Michael Grosu (ROM) | Vini-Fantini-Nippo   | + 2' 05"   |